# Szamil-Imam Osmanow
 Szamil-Imam Gadżyjewicz Osmanow (ros. Шамиль-Имам Гаджиевич Османов; ur. 10 stycznia 1993) – rosyjski zapaśnik walczący w stylu wolnym. Srebrny medalista uniwersyteckich mistrzostw świata z 2014 roku.